# Volkmar Greiselmayer
Volkmar Greiselmayer (* 16. Mai 1947 in Fürth; † 20. Mai 2008) war ein deutscher Kunsthistoriker.

## Leben
Nach dem Abitur 1969 am Marie-Therese-Gymnasium und dem Wehrdienst studierte er ab 1971 Kunstgeschichte, Klassische und Christliche Archäologie an der Universität Erlangen und wurde 1981 im Fach Kunstgeschichte bei Bernhard Rupprecht zum Dr. phil. promoviert. Er war wissenschaftlicher Mitarbeiter für Lehraufgaben am Institut für Kunstgeschichte der Universität Erlangen sowie extern immer wieder als Lehrbeauftragter: für das Fach Kunst- und Baugeschichte im Fachbereich Architektur der Fachhochschule Nürnberg, für mittelalterliche Kunstgeschichte an der Universität Bamberg, sowie für Baugeschichte am Stiftungslehrstuhl für Grundstücks- und Bauwirtschaft der Universität Leipzig. 1992 habilitierte er sich an der Universität Erlangen für das Fach Mittlere und neuere Kunstgeschichte. 1997 wurde er auf die C3-Professur für Kunstgeschichte nach Würzburg berufen.

## Schriften (Auswahl)
- Ostkirchliche Voraussetzungen für Entstehung und Entwicklung der westlichen Monumentalskulptur. 1981, OCLC 886323307.
- Zur Ikonographie von Andrea Pozzos Altar des Heiligen Ignatius von Loyola in SS. Nome di Gesu in Rom. Erlangen 1987, ISBN 3-925325-01-8.
- Kunst und Geschichte. Die Historienbilder Herzog Wilhelms IV. von Bayern und seiner Gemahlin Jacobäa. Versuch einer Interpretation. Berlin 1996, ISBN 3-7861-1834-5.